# Ottaviano degli Ubaldini
Ottaviano degli Ubaldini, chiamato anche Attaviano (Scarperia, 1213/1214 – Roma, 5/13 marzo 1273), è stato un cardinale italiano. Ai suoi tempi veniva chiamato anche semplicemente «Il Cardinale». Originario del Mugello, apparteneva all'illustre famiglia ghibellina degli Ubaldini, figlio di Ugolino e di Adala.

## Biografia
Compì i suoi studi all'Università di Bologna. Fu ordinato prete dallo stesso Papa Gregorio IX.
Venne eletto Arcivescovo di Bologna nel 1240, ma per difetto di età non venne confermato, pur rimanendovi come amministratore apostolico per quattro anni. Il 28 maggio 1244 fu nominato cardinale da Papa Innocenzo IV, con il titolo di cardinale diacono di Santa Maria in Via Lata. Partecipò, a fianco del papa, al primo Concilio di Lione (1245).
Esercitò un ruolo significativo all'interno della curia romana, così come fu importante la sua azione di lotta contro Federico II, a favore della causa guelfa. Come vescovo di Bologna, capitanò l'esercito guelfo dei bolognesi e dei loro alleati contro le città ghibelline della Lombardia inferiore.
Dopo la sconfitta di Federico II a Parma (18 febbraio 1248) Ottaviano fu incaricato da papa Innocenzo IV di recuperare i possedimenti pontifici nella pianura padana. La missione era difficile poiché il legato non possedeva alcuna dotazione monetaria. Ottaviano chiese la collaborazione delle forze locali. Ma il guelfismo romagnolo non era ancora sufficientemente organizzato. Il cardinale si rivolse quindi a Bologna, città dalla solida tradizione guelfa. L'esercito guidato dall'Ubaldini riuscì a riportare allo Stato della Chiesa tutte le città romagnole da Imola a Rimini (maggio-giugno 1248), facendosi riconoscere perfino dalla ghibellina Forlì come legato pontificio.
Nella battaglia di Fossalta (26 maggio 1249), fu fatto prigioniero il figlio di Federico II, Enzo, che fu rinchiuso in un palazzo bolognese.
Tra il 1249 e il 1250 fu amministratore apostolico della diocesi di Rimini.
Nel 1251 il cardinale Ottaviano, in seguito a un attacco dei fiorentini al castello di famiglia di Montaccianico, nei pressi di Sant'Agata Mugello, che produsse seri danni, decise di ricostruire il castello più grande e più forte, con due cinte murarie.
Dopo la morte di Corrado IV, nel gennaio 1255 fu nominato legato nel Regno di Sicilia da papa Alessandro IV e gli fu affidato il compito di prendere le armi contro Manfredi e Corradino di Svevia alleati. Dopo un primo successo, sancito dall'occupazione di Foggia, la campagna militare non ebbe alcun progresso. Ottaviano fu costretto, a causa delle sue esitazioni, a concedere un trattato di pace che fu poi rifiutato dal pontefice.
Nel luglio 1258 Manfredi appoggiò il tentativo di colpo di Stato ghibellino a Firenze di Ottaviano.
Suo nipote fu l'arcivescovo Ruggieri degli Ubaldini.

## Posizione politica
Scelse lo schieramento ghibellino:
(Jacopo della Lana, nel suo commento alla Divina Commedia)
 Altri autori dell'epoca ne confermano la scelta di campo.

## Partecipazione alle elezioni papali
Durante il suo periodo di cardinalato, Ottaviano degli Ubaldini partecipò alle seguenti elezioni papali:
- Elezione papale del 1254, che elesse papa Alessandro IV
- Elezione papale del 1261, che elesse papa Urbano IV
- Elezione papale del 1264-1265, che elesse papa Clemente IV
- Elezione papale del 1268-1271, che elesse papa Gregorio X.

## Ottaviano degli Ubaldini nella Letteratura
Per il suo comportamento Dante Alighieri lo colloca nell'Inferno e lo fa citare da Farinata degli Uberti come compagno di pena nel cerchio degli epicurei, accanto a Federico II stesso.